# تصفيات كأس العالم 2026 (آسيا)
تصفيات كأس العالم لكرة القدم 2026 بمثابة تصفيات لكأس العالم 2026 الذي سيقام في كندا والولايات المتحدة والمكسيك للمنتخبات الوطنية والمنتسبة في الاتحاد الآسيوي لكرة القدم (AFC). وعدد المقاعد المخصصة هي 8 مقاعد مباشرة في البطولة النهائية، بالإضافة إلى نصف مقعد بين الاتحادات القارية.
تتضمن مرحلة التأهل الى خمسة مراحل ؛ الجولة الأولى والثانية مؤهلة لكأس آسيا 2027 .

## النظام
جرى الإعلان عن نظام التأهل في 1 أغسطس 2022. و في 5 يوليو 2023 ، انخفض عدد الفرق المتنافسة في الدور الأول من 22 إلى 18. و حدث نظام التأهل ليتناسب مع المقاعد الثمانية :
- الجولة الأولى : [note 1] 18 فريقًا (مصنفين 28-45) لعبوا ذهابًا وإيابًا على جولتين . الفائزون التسعة تأهلوا إلى الجولة الثانية.
- الجولة الثانية : [note 2] 36 فريقًا (من التصنيف 1-27 وتسعة فائزين من الجولة الأولى) مقسمة إلى تسع مجموعات من أربعة فرق. لعب الفرق ضد بعضها البعض على أساس الذهاب والإياب. وتأهل الفائزون التسعة ووصيفو المجموعة إلى الجولة الثالثة وتأهلوا تلقائيًا إلى كأس آسيا 2027.
- الجولة الثالثة : [note 3] 18 فريقًا تأهلوا من الجولة الثانية مقسمة إلى ثلاث مجموعات من ستة فرق. تلعب الفرق ضد بعضها البعض على أساس الذهاب والإياب. ويتأهل أول فريقين من كل مجموعة مباشرة إلى كأس العالم 2026، ويتأهل الفريقان صاحب المركزين الثالث والرابع إلى الجولة الرابعة.
- الجولة الرابعة : [note 4] ستة فرق ذات المراكز الثالث والرابع من الجولة الثالثة مقسمة إلى مجموعتين من ثلاثة فرق لكل منهما. تلعب الفرق ضد بعضها البعض مرة واحدة في مكان محايد. ويتأهل متصدرو كل مجموعة إلى كأس العالم 2026، ويتأهل وصيف كل مجموعة إلى الجولة الخامسة.
- الجولة الخامسة :[note 4] ويتنافس وصيفا المجموعات في الجولة الرابعة ذهابا وإيابا لتحديد ممثل آسيا في التصفيات بين الكونفدرالية .[4]

## الداخلين
هناك 45 دولة منتسبة للاتحاد الدولي لكرة القدم  ومؤهلة للمشاركة في التأهل المشترك لكأس العالم 2026 وكأس آسيا 2027 ؛ علقت مشاركة سريلانكا في يناير 2023. و تشارك جزر ماريانا الشمالية ، التي ليست عضوًا في الاتحاد الدولي لكرة القدم ، في الدور التمهيدي المؤهل لكأس آسيا 2027 .
جرت قرعة الجولتين الأولى والثانية من التصفيات المشتركة في 27 يوليو 2023. وصنفت الفرق في أربعة أوعية. احتوى الوعاء 1 و 2 و 3 على الفرق المصنفة 1–9 و10-18 و19-27 على التوالي ، بينما الوعاء 4 على 18 فريقًا متبقية (المرتبة 28-45). سحب جميع الفرق من الوعاء 4 إلى الدور الأول دون مزيد من التصنيف. والفرق من الأوعية 1 و 2 و 3 مباشرةً إلى الجولة الثانية، جنبًا إلى جنب مع الفائز من الجولة الأولى.
| للجولة الثانية | للجولة الثانية | للجولة الثانية | يتنافس في الجولة الأولى |
| وعاء 1 | وعاء 2 | وعاء 3 | وعاء 4 |
| --- | --- | --- | --- |
| 1. اليابان (20) 2. إيران (22) 3. أستراليا (27) 4. كوريا الجنوبية (28) 5. السعودية (53) 6. قطر (58) 7. العراق (70) 8. الإمارات العربية المتحدة (72) 9. عمان (73) | 1. أوزبكستان (74) 2. الصين (79) 3. الأردن (82) 4. البحرين (86) 5. سوريا (94) 6. فيتنام (95) 7. فلسطين (96) 8. قرغيزستان (97) 9. الهند (100) | 1. لبنان (102) 2. طاجيكستان (109) 3. تايلاند (113) 4. كوريا الشمالية (115) 5. الفلبين (135) 6. ماليزيا (137) 7. تركمانستان (138) 8. الكويت (141) 9. هونغ كونغ (149) | 1. إندونيسيا (150) 2. تايبيه الصينية (153) 3. المالديف (154) 4. اليمن (156) 5. أفغانستان (157) 6. سنغافورة (158) 7. ميانمار (160) 8. نيبال (175) 9. كمبوديا (176) 10. ماكاو (182) 11. منغوليا (183) 12. بوتان (184) 13. لاوس (188) 14. بروناي (191) 15. بنغلاديش (192) 16. تيمور الشرقية (195) 17. باكستان (201) 18. غوام (206) |

## جدول
من المقرر أن يكون جدول المسابقة على النحو التالي :
| دائري          | يوم المباراة   | تاريخ          |
| -------------- | -------------- | -------------- |
| الجولة الأولى  | الخطوه الاولي  | 12 أكتوبر 2023 |
| الجولة الأولى  | المحطة الثانية | 17 أكتوبر 2023 |
| الجولة الثانية | الجولة 1       | 16 نوفمبر 2023 |
| الجولة الثانية | يوم المباراة 2 | 21 نوفمبر 2023 |
| الجولة الثانية | الجولة 3       | 21 مارس 2024   |
| الجولة الثانية | الجولة 4       | 26 مارس 2024   |
| الجولة الثانية | الجولة 5       | 6 يونيو 2024   |
| الجولة الثانية | الجولة 6       | 11 يونيو 2024  |

| دائري          | يوم المباراة   | تاريخ          |
| -------------- | -------------- | -------------- |
| الجولة الثالثة | الجولة 1       | 5 سبتمبر 2024  |
| الجولة الثالثة | يوم المباراة 2 | 10 سبتمبر 2024 |
| الجولة الثالثة | الجولة 3       | 10 أكتوبر 2024 |
| الجولة الثالثة | الجولة 4       | 15 أكتوبر 2024 |
| الجولة الثالثة | الجولة 5       | 14 نوفمبر 2024 |
| الجولة الثالثة | الجولة 6       | 19 نوفمبر 2024 |
| الجولة الثالثة | الجولة 7       | 20 مارس 2025   |
| الجولة الثالثة | الجولة 8       | 25 مارس 2025   |
| الجولة الثالثة | 9 الجولة       | 5 يونيو 2025   |
| الجولة الثالثة | 10 الجولة      | 10 يونيو 2025  |

| دائري          | يوم المباراة   | بلح         |
| -------------- | -------------- | ----------- |
| الجولة الرابعة | الجولة 1       | أكتوبر 2025 |
| الجولة الرابعة | يوم المباراة 2 | أكتوبر 2025 |
| الجولة الرابعة | الجولة 3       | أكتوبر 2025 |
| الجولة الخامسة | الخطوه الاولي  | نوفمبر 2025 |
| الجولة الخامسة | المحطة الثانية | نوفمبر 2025 |

## الجولة الأولى
يتأهل الفائزون العشرة إلى الدور الثاني من التصفيات.
| أفغانستان      | 2–0  | منغوليا       | 1–0 | 1–0 |
| المالديف       | 2–3  | بنغلاديش      | 1–1 | 1–2 |
| سنغافورة       | 3–1  | غوام          | 2–1 | 1–0 |
| اليمن          | 4–1  | سريلانكا      | 3–0 | 1–1 |
| ميانمار        | 5–1  | ماكاو         | 5–1 | 0–0 |
| كمبوديا        | 0–1  | باكستان       | 0–0 | 0–1 |
| تايبيه الصينية | 7–0  | تيمور الشرقية | 4–0 | 3–0 |
| إندونيسيا      | 12–0 | بروناي        | 6–0 | 6–0 |
| هونغ كونغ      | 4–2  | بوتان         | 4–0 | 0–2 |
| نيبال          | 2–1  | لاوس          | 1–1 | 1–0 |

## الجولة الثانية
أجريت قرعة الدور الثاني في 27 يوليو 2023 الساعة 16:00 بتوقيت جرينتش ( UTC + 8 ) في مقر الاتحاد الآسيوي لكرة القدم في كوالالمبور ، ماليزيا.

### ملخص
| المجموعة الأول      | المجموعة الثانية           | المجموعة الثالثة         | المجموعة الرابعة           | المجموعة الخامسة         | المجموعة السادسة     | المجموعة السابعة      | المجموعة الثامنة                     | المجموعة التاسعة    |
| ------------------- | -------------------------- | ------------------------ | -------------------------- | ------------------------ | -------------------- | --------------------- | ------------------------------------ | ------------------- |
| · قطر · الكويت      | · اليابان · كوريا الشمالية | · كوريا الجنوبية · الصين | · عمان · قرغيزستان         | · إيران · أوزبكستان      | · العراق · إندونيسيا | · الأردن · السعودية   | · الإمارات العربية المتحدة · البحرين | · أستراليا · فلسطين |
| · الهند · أفغانستان | · سوريا · ميانمار          | · تايلاند · سنغافورة     | · ماليزيا · تايبيه الصينية | · تركمانستان · هونغ كونغ | · فيتنام · الفلبين   | · طاجيكستان · باكستان | · اليمن · نيبال                      | · لبنان · بنغلاديش  |

1. ↑  تأهلت المملكة العربية السعودية كمضيفة لكأس آسيا 2027، لذلك يتنافسون فقط على التأهل لكأس العالم.

### المجموعة الأولى
| م | الفريق    | لعب | ف | ت | خ | أ.له | أ.ع | أ.ف | نقاط | التأهل                      |  | قطر | الكويت | الهند | أفغانستان |
| - | --------- | --- | - | - | - | ---- | --- | --- | ---- | --------------------------- |  | --- | ------ | ----- | --------- |
| 1 | قطر       | 6   | 5 | 1 | 0 | 18   | 3   | +15 | 16   | تصفيات كأس العالم وكأس آسيا |  | —   | 3–0    | 2–1   | 8–1       |
| 2 | الكويت    | 6   | 2 | 1 | 3 | 6    | 6   | 0   | 7    | تصفيات كأس العالم وكأس آسيا |  | 1–2 | —      | 0–1   | 1–0       |
| 3 | الهند     | 6   | 1 | 2 | 3 | 3    | 7   | −4  | 5    | تصفيات كأس آسيا 2027        |  | 0–3 | 0–0    | —     | 1–2       |
| 4 | أفغانستان | 6   | 1 | 2 | 3 | 3    | 14  | −11 | 5    | تصفيات كأس آسيا 2027        |  | 0–0 | 0–4    | 0–0   | —         |

### المجموعة الثانية
| م | الفريق         | لعب | ف | ت | خ | أ.له | أ.ع | أ.ف | نقاط | التأهل                                        |  | اليابان | كوريا الشمالية | سوريا | ميانمار |
| - | -------------- | --- | - | - | - | ---- | --- | --- | ---- | --------------------------------------------- |  | ------- | -------------- | ----- | ------- |
| 1 | اليابان        | 6   | 6 | 0 | 0 | 24   | 0   | +24 | 18   | الجولة الثالثة من تصفيات كأس العالم وكأس آسيا |  | —       | 0–3            | 5–0   | 0–5     |
| 2 | كوريا الشمالية | 6   | 3 | 0 | 3 | 11   | 7   | +4  | 9    | الجولة الثالثة من تصفيات كأس العالم وكأس آسيا |  | 1–0     | —              | 1–0   | 4–1     |
| 3 | سوريا          | 6   | 2 | 1 | 3 | 9    | 12  | −3  | 7    | تصفيات كأس آسيا 2027                          |  | 0–5     | 1–0            | —     | 7–0     |
| 4 | ميانمار        | 6   | 0 | 1 | 5 | 3    | 28  | −25 | 1    | تصفيات كأس آسيا 2027                          |  | 0–5     | 1–6            | 1–1   | —       |

### المجموعة الثالثة
| م | الفريق         | لعب | ف | ت | خ | أ.له | أ.ع | أ.ف | نقاط | التأهل                                        |  | كوريا الجنوبية | الصين | تايلاند | سنغافورة |
| - | -------------- | --- | - | - | - | ---- | --- | --- | ---- | --------------------------------------------- |  | -------------- | ----- | ------- | -------- |
| 1 | كوريا الجنوبية | 6   | 5 | 1 | 0 | 20   | 1   | +19 | 16   | الجولة الثالثة من تصفيات كأس العالم وكأس آسيا |  | —              | 1–0   | 1–1     | 5–0      |
| 2 | الصين          | 6   | 2 | 2 | 2 | 9    | 9   | 0   | 8    | الجولة الثالثة من تصفيات كأس العالم وكأس آسيا |  | 0–3            | —     | 1–1     | 4–1      |
| 3 | تايلاند        | 6   | 2 | 2 | 2 | 9    | 9   | 0   | 8    | تصفيات كأس آسيا 2027                          |  | 0–3            | 1–2   | —       | 3–1      |
| 4 | سنغافورة       | 6   | 0 | 1 | 5 | 5    | 24  | −19 | 1    | تصفيات كأس آسيا 2027                          |  | 0–7            | 2–2   | 1–3     | —        |

### المجموعة الرابعة
| م | الفريق         | لعب | ف | ت | خ | أ.له | أ.ع | أ.ف | نقاط | التأهل                                        |  | سلطنة عمان | قرغيزستان | ماليزيا | تايبيه الصينية |
| - | -------------- | --- | - | - | - | ---- | --- | --- | ---- | --------------------------------------------- |  | ---------- | --------- | ------- | -------------- |
| 1 | عمان           | 6   | 4 | 1 | 1 | 11   | 2   | +9  | 13   | الجولة الثالثة من تصفيات كأس العالم وكأس آسيا |  | —          | 1–1       | 2–0     | 3–0            |
| 2 | قرغيزستان      | 6   | 3 | 2 | 1 | 13   | 7   | +6  | 11   | الجولة الثالثة من تصفيات كأس العالم وكأس آسيا |  | 1–0        | —         | 1–1     | 5–1            |
| 3 | ماليزيا        | 6   | 3 | 1 | 2 | 9    | 9   | 0   | 10   | تصفيات كأس آسيا 2027                          |  | 0–2        | 4–3       | —       | 3–1            |
| 4 | تايبيه الصينية | 6   | 0 | 0 | 6 | 2    | 17  | −15 | 0    | تصفيات كأس آسيا 2027                          |  | 0–3        | 0–2       | 0–1     | —              |

### المجموعة الخامسة
| م | الفريق     | لعب | ف | ت | خ | أ.له | أ.ع | أ.ف | نقاط | التأهل                                        |  | إيران | أوزبكستان | تركمانستان | هونغ كونغ |
| - | ---------- | --- | - | - | - | ---- | --- | --- | ---- | --------------------------------------------- |  | ----- | --------- | ---------- | --------- |
| 1 | إيران      | 6   | 4 | 2 | 0 | 16   | 4   | +12 | 14   | الجولة الثالثة من تصفيات كأس العالم وكأس آسيا |  | —     | 0–0       | 5–0        | 4–0       |
| 2 | أوزبكستان  | 6   | 4 | 2 | 0 | 13   | 4   | +9  | 14   | الجولة الثالثة من تصفيات كأس العالم وكأس آسيا |  | 2–2   | —         | 3–1        | 3–0       |
| 3 | تركمانستان | 6   | 0 | 2 | 4 | 4    | 14  | −10 | 2    | تصفيات كأس آسيا 2027                          |  | 0–1   | 1–3       | —          | 0–0       |
| 4 | هونغ كونغ  | 6   | 0 | 2 | 4 | 4    | 15  | −11 | 2    | تصفيات كأس آسيا 2027                          |  | 2–4   | 0–2       | 2–2        | —         |

### المجموعة السادسة
| م | الفريق     | لعب | ف | ت | خ | أ.له | أ.ع | أ.ف | نقاط | التأهل                                        |  | العراق | إندونيسيا | فيتنام | الفلبين |
| - | ---------- | --- | - | - | - | ---- | --- | --- | ---- | --------------------------------------------- |  | ------ | --------- | ------ | ------- |
| 1 | العراق (Q) | 6   | 6 | 0 | 0 | 17   | 2   | +15 | 18   | الجولة الثالثة من تصفيات كأس العالم وكأس آسيا |  | —      | 5–1       | 3–1    | 1–0     |
| 2 | إندونيسيا  | 6   | 3 | 1 | 2 | 8    | 8   | 0   | 10   | الجولة الثالثة من تصفيات كأس العالم وكأس آسيا |  | 0–2    | —         | 1–0    | 2–0     |
| 3 | فيتنام     | 6   | 2 | 0 | 4 | 6    | 10  | −4  | 6    | تصفيات كأس آسيا 2027                          |  | 0–1    | 0–3       | —      | 3–2     |
| 4 | الفلبين    | 6   | 0 | 1 | 5 | 3    | 14  | −11 | 1    | تصفيات كأس آسيا 2027                          |  | 0–5    | 1–1       | 0–2    | —       |

### المجموعة السابعة
| م | الفريق    | لعب | ف | ت | خ | أ.له | أ.ع | أ.ف | نقاط | التأهل                                        |  | الأردن | السعودية | طاجيكستان | باكستان |
| - | --------- | --- | - | - | - | ---- | --- | --- | ---- | --------------------------------------------- |  | ------ | -------- | --------- | ------- |
| 1 | الأردن    | 6   | 4 | 1 | 1 | 16   | 4   | +12 | 13   | الجولة الثالثة من تصفيات كأس العالم وكأس آسيا |  | —      | 0–2      | 3–0       | 7–0     |
| 2 | السعودية  | 6   | 4 | 1 | 1 | 12   | 3   | +9  | 13   | الجولة الثالثة من تصفيات كأس العالم وكأس آسيا |  | 1–2    | —        | 1–0       | 4–0     |
| 3 | طاجيكستان | 6   | 2 | 2 | 2 | 11   | 7   | +4  | 8    | تصفيات كأس آسيا 2027                          |  | 1–1    | 1–1      | —         | 3–0     |
| 4 | باكستان   | 6   | 0 | 0 | 6 | 1    | 26  | −25 | 0    | تصفيات كأس آسيا 2027                          |  | 0–3    | 0–3      | 1–6       | —       |

1. ↑  تأهلت السعودية بالفعل لكأس آسيا كدولة مضيفة.

### المجموعة الثامنة
| م | الفريق                   | لعب | ف | ت | خ | أ.له | أ.ع | أ.ف | نقاط | التأهل                                        |  | الإمارات العربية المتحدة | البحرين | اليمن | نيبال |
| - | ------------------------ | --- | - | - | - | ---- | --- | --- | ---- | --------------------------------------------- |  | ------------------------ | ------- | ----- | ----- |
| 1 | الإمارات العربية المتحدة | 6   | 5 | 1 | 0 | 16   | 2   | +14 | 16   | الجولة الثالثة من تصفيات كأس العالم وكأس آسيا |  | —                        | 1–1     | 2–1   | 4–0   |
| 2 | البحرين                  | 6   | 3 | 2 | 1 | 11   | 3   | +8  | 11   | الجولة الثالثة من تصفيات كأس العالم وكأس آسيا |  | 0–2                      | —       | 0–0   | 3–0   |
| 3 | اليمن                    | 6   | 1 | 2 | 3 | 5    | 9   | −4  | 5    | تصفيات كأس آسيا 2027                          |  | 0–3                      | 0–2     | —     | 2–2   |
| 4 | نيبال                    | 6   | 0 | 1 | 5 | 2    | 20  | −18 | 1    | تصفيات كأس آسيا 2027                          |  | 0–4                      | 0–5     | 0–2   | —     |

1. 1 2  نقاط المواجهات المباشرة: البحرين 3، اليمن 0.

### المجموعة التاسعة
| م | الفريق   | لعب | ف | ت | خ | أ.له | أ.ع | أ.ف | نقاط | التأهل                                      |  | أستراليا | دولة فلسطين | لبنان | بنغلاديش |
| - | -------- | --- | - | - | - | ---- | --- | --- | ---- | ------------------------------------------- |  | -------- | ----------- | ----- | -------- |
| 1 | أستراليا | 6   | 6 | 0 | 0 | 22   | 0   | +22 | 18   | الدور الثالث من تصفيات كأس العالم وكأس آسيا |  | —        | 5–0         | 2–0   | 7–0      |
| 2 | فلسطين   | 6   | 2 | 2 | 2 | 6    | 6   | 0   | 8    | الدور الثالث من تصفيات كأس العالم وكأس آسيا |  | 0–1      | —           | 0–0   | 1–0      |
| 3 | لبنان    | 6   | 1 | 3 | 2 | 5    | 8   | −3  | 6    | تصفيات كأس آسيا 2027                        |  | 0–5      | 0–0         | —     | 4–0      |
| 4 | بنغلاديش | 6   | 0 | 1 | 5 | 1    | 20  | −19 | 1    | تصفيات كأس آسيا 2027                        |  | 0–2      | 0–5         | 1–1   | —        |

## الجولة الثالثة

### المجموعة الأولى
| م | الفريق                       | لعب | ف | ت | خ | أ.له | أ.ع | أ.ف | نقاط | التأهل          |     | إيران | أوزبكستان | الإمارات العربية المتحدة | قطر | قرغيزستان | كوريا الشمالية |
| - | ---------------------------- | --- | - | - | - | ---- | --- | --- | ---- | --------------- | --- | ----- | --------- | ------------------------ | --- | --------- | -------------- |
| 1 | إيران (Q)                    | 10  | 7 | 2 | 1 | 19   | 8   | +11 | 23   | كأس العالم 2026 |     | —     | 2–2       | 2–0                      | 1-4 | 0-1       | 3–0            |
| 2 | أوزبكستان (Q)                | 10  | 6 | 3 | 1 | 14   | 7   | +7  | 21   | كأس العالم 2026 |     | 0-0   | —         | 1–0                      | 3–0 | 1–0       | 1-0            |
| 3 | الإمارات العربية المتحدة (Q) | 10  | 4 | 3 | 3 | 15   | 8   | +7  | 15   | الجولة الرابعة  |     | 0-1   | 0–0       | —                        | 5–0 | 3–0       | 0-0            |
| 4 | قطر (Q)                      | 10  | 4 | 1 | 5 | 17   | 24  | −7  | 13   | الجولة الرابعة  |     | 1–0   | 3–2       | 3-1                      | —   | 1-3       | 5–1            |
| 5 | قرغيزستان (E)                | 10  | 2 | 2 | 6 | 12   | 18  | −6  | 8    |                 |     | 2–3   | 2-3       | 1–1                      | 1–3 | —         | 1–0            |
| 6 | كوريا الشمالية (E)           | 10  | 0 | 3 | 7 | 9    | 21  | −12 | 3    |                 | 2–3 | 0–1   | 1–2       | 2-2                      | 2–2 | —         |                |

### المجموعة الثانية
| م | الفريق             | لعب | ف | ت | خ | أ.له | أ.ع | أ.ف | نقاط | التأهل          |     | كوريا الجنوبية | الأردن | العراق | سلطنة عمان | دولة فلسطين | الكويت |
| - | ------------------ | --- | - | - | - | ---- | --- | --- | ---- | --------------- | --- | -------------- | ------ | ------ | ---------- | ----------- | ------ |
| 1 | كوريا الجنوبية (Q) | 10  | 6 | 4 | 0 | 20   | 7   | +13 | 22   | كأس العالم 2026 |     | —              | 1–1    | 3–2    | 1–1        | 0–0         | 4–0    |
| 2 | الأردن (Q)         | 10  | 4 | 4 | 2 | 16   | 8   | +8  | 16   | كأس العالم 2026 |     | 0–2            | —      | 0–1    | 4–0        | 3–1         | 1–1    |
| 3 | العراق (Q)         | 10  | 4 | 3 | 3 | 9    | 9   | 0   | 15   | الجولة الرابعة  |     | 0–2            | 0–0    | —      | 1–0        | 1–0         | 2–2    |
| 4 | عمان (Q)           | 10  | 3 | 2 | 5 | 9    | 14  | −5  | 11   | الجولة الرابعة  |     | 1–3            | 0–3    | 0–1    | —          | 1–0         | 4–0    |
| 5 | فلسطين (E)         | 10  | 2 | 4 | 4 | 10   | 13  | −3  | 10   |                 |     | 1–1            | 1–3    | 2–1    | 1–1        | —           | 2–2    |
| 6 | الكويت (E)         | 10  | 0 | 5 | 5 | 7    | 20  | −13 | 5    |                 | 1–3 | 1–1            | 0–0    | 1–0    | 0–2        | —           |        |

### المجموعة الثالثة
| م | الفريق        | لعب | ف | ت | خ | أ.له | أ.ع | أ.ف | نقاط | التأهل          |     | اليابان | أستراليا | السعودية | إندونيسيا | الصين | البحرين |
| - | ------------- | --- | - | - | - | ---- | --- | --- | ---- | --------------- | --- | ------- | -------- | -------- | --------- | ----- | ------- |
| 1 | اليابان (Q)   | 10  | 7 | 2 | 1 | 30   | 3   | +27 | 23   | كأس العالم 2026 |     | —       | 1–1      | 0–0      | 6–0       | 0-7   | 2–0     |
| 2 | أستراليا (Q)  | 10  | 5 | 4 | 1 | 16   | 7   | +9  | 19   | كأس العالم 2026 |     | 1–0     | —        | 0–0      | 5–1       | 1-3   | 1-0     |
| 3 | السعودية (Q)  | 10  | 3 | 4 | 3 | 7    | 8   | −1  | 13   | الجولة الرابعة  |     | 2-0     | 1–2      | —        | 1-1       | 1–0   | 0–0     |
| 4 | إندونيسيا (Q) | 10  | 3 | 3 | 4 | 9    | 20  | −11 | 12   | الجولة الرابعة  |     | 0–4     | 0-0      | 2–0      | —         | 1–0   | 0–1     |
| 5 | الصين (E)     | 10  | 3 | 0 | 7 | 7    | 20  | −13 | 9    |                 |     | 1–3     | 2–0      | 2-1      | 2–1       | —     | 1–0     |
| 6 | البحرين (E)   | 10  | 1 | 3 | 6 | 5    | 16  | −11 | 6    |                 | 5-0 | 2–2     | 0-2      | 2-2      | 0–1       | —     |         |

## الجولة الرابعة
تقام في الفترة بين 8 أكتوبر 2025 حتى 14 أكتوبر 2025..تقسم الفرق الحاصلة على المركزين الثالث والرابع من الجولة الثالثة إلى مجموعتين، تضم كل منهما ثلاثة فرق وفق قرعة تقام يوم 17 يوليو 2025.  تلعب كل مجموعة دورة روبن بنظام التجمع، حيث تستضيف قطر والسعودية كل مجموعة منهما. يتأهل الفائزون في كل مجموعة مباشرةً إلى كأس العالم 2026، بينما يتأهل الوصيف إلى الجولة الخامسة.

### المنتخبات المتأهلة
- العراق
- عمان
- قطر
- الإمارات العربية المتحدة
- السعودية
- إندونيسيا

## أنظر أيضا
- تصفيات كأس آسيا 2027

## ملاحظة
1. ↑  أدرج على موقع الاتحاد الآسيوي لكرة القدم باسم "الجولة التمهيدية المشتركة من التصفيات التأهيلية 1" ، حيث إنها أيضا تصفيات مؤهلة لكأس آسيا 2027.
2. ↑  أدرج على موقع الاتحاد الآسيوي لكرة القدم باسم "الجولة التمهيدية المشتركة من التصفيات التأهيلية 2" ، حيث إنها أيضا تصفيات لكأس آسيا 2027.
3. ↑  أدرج على موقع الاتحاد الآسيوي لكرة القدم باسم "تصفيات آسيا الآسيوية"
4. 1 2  مدرج على موقع الاتحاد الآسيوي لكرة القدم باسم "الملحق الآسيوي"

## روابط خارجية
- FIFA.com
- FIFA World Cup – the-AFC.com